# Mechanisierte Brigade 11
Die Mechanisierte Brigade 11 (per Januar 2018 umbenannt/ehemals Panzerbrigade 11) ist ein mechanisierter Grosser Verband des Schweizer Heeres und umfasst ca. 11'500 Soldaten, Unteroffiziere und Offiziere. Zusammen mit den Mechanisierten Brigaden 1 und 4 hat sie den Hauptauftrag zur Verteidigung der Schweiz und ihrer Bevölkerung. Geführt wird die Mechanisierte Brigade 11 von Brigadier Christoph Roduner.
Mit TRIAS 25 will die Schweizer Armee ihr Konzept Zukunft der Bodentruppen testen und Erkenntnisse zur weiteren Stärkung der Verteidigungsfähigkeit gewinnen. Die Truppenübung wird im April und Mai 2025 im österreichischen Allentsteig stattfinden. Rund 850 Armeeangehörige vor allem aus der Mechanisierten Brigade 11 sollen ihren WK freiwillig im Ausland leisten.

## Geschichte
Im Rahmen der Armee 95 wurde die Panzerbrigade 11 zusammen mit der Panzerbrigade 3 aus den Panzereinheiten der Mechanisierten Division 11 neu gebildet.

Per 1. Januar 2004 wurde die Panzerbrigade 11 in die Armee XXI überführt.

Per 1. Januar 2018 wurde im Rahmen der Weiterentwicklung der Armee (WEA) das Kommando der Panzerbrigade 11 von Winterthur nach Chur verlegt und in die heutige Bezeichnung Mechanisierte Brigade 11 umbenannt.

## Gliederung
Die Mechanisierte Brigade 11 umfasst rund 11'500 Armeeangehörige.
Sie besteht aus 8 Truppenkörpern:
- Mechanisierte Brigade Stabsbataillon 11 (Mech Br Stabsbat 11)
- Aufklärungsbataillon 11 (Aufkl Bat 11)
- Infanteriebataillon 11 (Inf Bat 11)
- Panzerbataillon 13 (Pz Bat 13)
- Mechanisiertes Bataillon 14 (Mech Bat 14)
- Mechanisiertes Bataillon 29 (Mech Bat 29)
- Artillerieabteilung 16 (Art Abt 16)
- Panzersappeurbataillon 11 (Pz Sap Bat 11)

Dem Mechanisierte Brigade Stabsbataillon 11 ist eine Einheit per 1. Januar 2025 einsatzunterstellt:
- Sanitätskompanie 7 (San Kp 7)

## Kommandanten
| Funktionsjahre | Rang | Name                  | Bem                                                                |
| -------------- | ---- | --------------------- | ------------------------------------------------------------------ |
| 2004–2006      | Br   | Roland Nef            | Br Nef wurde Kdt LVb Pz/Art                                        |
| 2007–2012      | Br   | Hans-Peter Kellerhals | Br Kellerhals wurde Kdt Ter div 4 unter Beförderung zum Divisionär |
| 2012–2014      | Br   | René Wellinger        | Br Wellinger wurde Kdt LVb Pz/Art                                  |
| 2014–2018      | Br   | Willy Brülisauer      | Br Brülisauer wurde Kdt Ter div 4 unter Beförderung zum Divisionär |
| 2018–2021      | Br   | Benedikt Roos         | Br Roos wurde Chef Armeeplanung / Stellvertreter Chef Armeestab    |
| 2022–2023      | Br   | Gregor Metzler        | Br Metzler wurde Kdt Gst S                                         |
| 2023–          | Br   | Christoph Roduner     |                                                                    |